# Club Unión Tarija
Il Club Unión Tarija è una società calcistica boliviana di Tarija, fondata l'8 aprile 1980 come Club Unión Central.

## Storia
In seguito alla sua fondazione, avvenuta nella piazza principale di Tarija, il club si iscrisse alla Segunda de Ascenso della Asociación Tarijeña de Fútbol, la federazione locale. Nel 1985 aveva ottenuto la promozione in massima serie regionale, e aveva partecipato alla Copa Simón Bolívar; nel 1998, con la vittoria in tale competizione, ottenne la possibilità di giocare nella Liga del Fútbol Profesional Boliviano 1999. La prima stagione nel massimo livello calcistico nazionale vide la squadra chiudere al quarto posto nell'Apertura e raggiungere la fase finale del Clausura; Leonel Liberman realizzò 24 reti, posizionandosi al terzo posto tra i marcatori. L'Unión Central proseguì la militanza in prima divisione, tornando in fase finale nel Clausura 2004 (con l'argentino Sillero secondo cannoniere del torneo). Nel Liga del Fútbol Profesional Boliviano 2006 la squadra venne retrocessa in seconda serie.

## Palmarès

### Competizioni nazionali
- Copa Simón Bolívar: 1

1998